# Rivfader
Rivfader — демозапись финской шведскоязычной фолк-метал-группы Finntroll, записана и выпущена в 1998 году.

## История записи
Группа Finntroll была основана в 1997 году гитаристом Сомниумом (Теему Раиморанта) и вокалистом Катлой (Ян Ямсен). Однажды в 1997 году на вечеринке Сомниум в шутку попробовал исполнять традиционную финскую польку «хумппа» на клавишных (это был основной рифф будущей песни «Midnattens Widunder»). Когда это услышал Катла, они добавили к мелодии брутальный вокал и тяжёлые гитарные риффы. Результат им понравился, и было решено собрать группу, в которую вошли бас-гитарист Тундра (Сами Ууситало), барабанщик Бист Доминатор (Саму Руотсалайнен), второй гитарист Скример (Самули Понсимаа) и клавишник Тролльхорн (Хенри Сорвали).

## Музыкальный стиль
Через год после создания, группа записывает свой первый демоальбом Rivfader. Несмотря на плохое качество записи и на маленький тираж, именно эта запись заложила основы стиля, ставшего визитной карточкой Finntroll. Несмотря на то, что в музыке группы можно было услышать черты классического фолк-метала, пейган-метала и даже блэк-метала, например использование гриминга и кроука для исполнения вокальных партий и логотипа, сделанного в стилистике блэк-метала, группа внедрила новые идеи, например использование мотивов финской народной музыки. Также, помимо закрепления музыкального стиля, Rivfader задал тон характерной тематике песен группы. По словам тогдашнего вокалиста группы Катлы, в своей лирике Finntroll пародируют штампы пейган- и фолк- метала, но в также в текстах есть и другой, более глубокий смысл: борьба первобытных сил природы с вторжением человека.

Первый логотип группы Finntroll

Также в интервью Катла рассказал, почему все текста группы основываются на финской мифологии:

Когда мы начали писать наши первые песни, все мы интересовались мифологией; мы были своего рода настоящими фриками с этим, и я думаю, что мы все ещё. Интерес к народным сказкам, который у нас есть, в значительной степени исходит от нас естественным образом, как разговор.
— интервью с Finntroll в 2001 году

## Критика
Демозапись Rivfader с ошеломляющим успехом распространялась в рамках андерграундной сцены в Финляндии и, в конце концов, попала в руки Spinefarm Records, которые сразу же заинтересовались в том, чтобы заключить с Fintroll контракт на запись их последующих альбомов.

## Список композиций
| №                   | Название                                            | Длительность |
| ------------------- | --------------------------------------------------- | ------------ |
| 1.                  | «Intro: Haterop» (рус. Вступление: Крики ненависти) | 3:18         |
| 2.                  | «Rivfader» (рус. Ривфадер)                          | 4:08         |
| 3.                  | «Vätteanda» (рус. Водяной дух)                      | 4:35         |
| 4.                  | «Den svarte älgens blod» (рус. Кровь чёрного лося)  | 2:36         |
| 5.                  | «Midnattens Widunder» (рус. Полуночное чудовище)    | 4:40         |
| 6.                  | «Outro: Stigen» (рус. Концовка: Путь)               | 51:39        |
| Общая длительность: | Общая длительность:                                 | 20:58        |

## Участники записи
- Катла (Ян Ямсен) — вокал, клавишные;
- Сомниумом (Теему Раиморанта) — гитара, бэк-вокал;